# Microcanachus
Microcanachus is een geslacht van Phasmatodea uit de familie Phasmatidae. De wetenschappelijke naam van dit geslacht is voor het eerst geldig gepubliceerd in 1988 door Donskoff.

## Soorten
Het geslacht Microcanachus is monotypisch en omvat slechts de volgende soort:
- Microcanachus matileorum Donskoff, 1988